# Penelope Ann Miller
Penelope Andrea Miller (Los Angeles, 13 januari 1964) is een Amerikaans actrice.

## Biografie

### Privéleven
Miller werd geboren als middelste dochter van kostuumontwerpster, publicist en journalist Beatrice Ammidown en acteur en producent Mark Miller. Millers moeder was de peetdochter van magnaat Aristoteles Onassis en was werkzaam bij het Amerikaanse tijdschrift Harper's Bazaar.
Millers zussen zijn Marisa en Savannah. Nadat ze haar schooldiploma kreeg, verhuisde ze naar New York om het theater in te gaan. Van 1994 tot en met 1995 was ze getrouwd met acteur Will Arnett. In 2000 trouwde ze met James Huggins en beviel ze van haar eerste kind Eloisa May.

### Carrière
Miller debuteerde in de jaren 80 op Broadway met een rol in het toneelstuk Our Town. Hier zou ze in 1988 een Tony Awardnominatie voor krijgen. Haar filmdebuut kwam in 1987, met een bijrol in de tienerfilm Adventures in Babysitting. Twee jaar eerder was ze voor het eerst op televisie te zien, met een gastrol in de horrorserie Tales from the Darkside.
Aan het begin van haar carrière speelde Miller voornamelijk bijrollen. Ook maakte ze verschillende gastoptredens in populaire televisieseries, waaronder The Facts of Life, Family Ties, Miami Vice en St. Elsewhere. Ook kreeg ze in 1987 een rol in de kortdurende sitcom The Popcorn Kid. Deze werd al na zes afleveringen van de televisie gehaald. In 1988 speelde ze haar eerste gedeelde hoofdrol in Big Top Pee-wee.
Miller groeide in de jaren 90 uit tot een populaire actrice. Ze speelde tegenover verschillende acteurs, onder wie Robert De Niro, Robin Williams, Arnold Schwarzenegger, Danny DeVito, Gregory Peck, Robert Downey jr. en Al Pacino. Enkele rollen zijn de vertolking van Edna Purviance in Charlie Chaplins biografische film Chaplin (1992) en die in Brian De Palma's Carlito's Way (1993). Voor haar rol in de laatstgenoemde film werd Miller genomineerd voor een Golden Globe. Deze verloor ze echter van Winona Ryder voor The Age of Innocence (1993).
In 1997 speelde Miller de hoofdrol in The Relic, een horrorfilm met een budget van $40 miljoen. Hierna daalde haar populariteit. Miller verscheen nog voornamelijk in televisiefilms en had meer recentelijk gastrollen in onder andere CSI: NY en Desperate Housewives. Na een rol in de kortdurende televisieserie Vanished in 2006, speelde Miller in 2007 een bijrol in The Messengers.